# عبد الكريم السيد
عبد الكريم السيد (1945-2015) فنان تشكيلي فلسطيني، ولد في بلدة المجدل، هُجرت عائلته جراء النكبة عام 1948. أكمل دراسته الثانوية في مدرسة الشويخ الثانوية في الكويت عام 1961، وحصل على درجة البكالوريوس في الطب من جامعة بغداد عام 1973. وتابع دراسته العليا في طب الأشعة في النمسا عام 1982.
يُعد عبد الكريم من مؤسسي جمعية الإمارات للفنون التشكيلية، وعضو في الجمعية الدولية للفنانين التشكيليين (اليونسكو)، والاتحاد العام للفنانين التشكيليين العرب، والاتحاد العام للفنانين التشكيليين الفلسطينيين، كما أنه عضو اللجنة الفكرية والندوة الدولية لبينالي الشارقة الدولي للفنون في دوراته الخمس الأولى، بالإضافة إلى كونه عضو اللجنة الاستشارية لمجال الفن التشكيلي العربي في قطر.
كتب العديد من المقالات في صحف ومجلات مثل الاتحاد، البيان، الخليج. فتم تكريمه بمناسبة اليوبيل الفضي لجمعية الإمارات للفنون التشكيلية عام 2006. ومن إصداراته: رواد التشكيل في دولة الإمارات العربية المتحدة (2013)، الفنان داخل اللوحة (1997)، ومرايا وظلال (1995).

## أسلوبه الفني
غلب على أعمال السيد الشكل الإنساني كعنصر أساسي في تكويناته، منذ ثمانينات القرن العشرين. ثم انتقل إلى مرحلة الاختزال اللوني، حيث ركز على الخط كعنصر أساسي، وبرز المربع كرمز دلالي وفكري وتكويني.في معظم أعماله كان يصور بيته في المجدل وشجرة العناب التي تقف شامخة في مدخله. تميزت أعمال هذه المرحلة بنظرة صوفية، مستوحاة من الظروف الموضوعية والسياسية التي تمر بها المنطقة والعربية. كما ظهرت في هذه الأعمال العلاقة العميقة بين المكان والإنسان والتحامهما معاً.
بدأ برسم المدن الفلسطينية في عام 2006، حيث صور مدينة خيالية. ثم أنجز مجموعة من الأعمال التي مزجت بين مختلف المراحل، وعرضت موضوع غربة الإنسان الفلسطيني في الداخل من حصار وصمود. بدأ في إنتاج أعمال تجريدية عام 2008 كجزء من مشروع “مدينة الحلم” والمدن الفلسطينية، مستعرضًا فيها الهدم والتجريف والتهجير. أما مشروعه عن التطريز، فقد بدأه في عام 2012 واستمر حتى عام 2014، ونفذه بتقنية الطباعة وألوان الزيت.

## المعارض الفنية المختارة
- المعرض الأول جمعية الإمارات للفنون التشكيلية الشارقة، عام 1987.
- وجوه منسية، المجمع الثقافي في أبو ظبي عام 1993.
- تحولات الطبيعة رواق الشارقة للفنون الشارقة، عام 2003.
- رحلة حياة، مؤسسة العويس الثقافية في دبي عام 2011.
- علامات فارقة، متحف الشارقة للفنون في الإمارات عام 2016.

## المعارض الجماعية المختارة
- معارض جمال الإمارات للفنون التشكيلية، في البحرين عام 1988.
- معرض الاتحاد العام للفنانين التشكيليين الفلسطينيين، في تونس عام 1989.
- معارض جمعية الإمارات للفنون التشكيلية، في الهند عام 1990.
- بينالي الشارقة الأول، عام 1993.
- بينال القاهرة، في مصر عام 1994.
- "فناني بلاد الشام" القنصلية الهندية، في دبي عام 2000.
- "رؤى" الذكرى الأولى لسلطان العويس، في دبي عام 2001.
- معرض راشيل كوري أمريكا، عام 2008.
- ملتقى عند للفنانين التشكيليين العرب، في الأردن عام 2012.
- معرض جمال الجدار العاشر المركز الثقافي المصري، في باريس عام 2013.
- الصالون الدولي للفن التشكيلي، عام 2014.
- ملتقى دبي التشكيلي الدولي الثاني، في دبي عام 2015.